# Josep Maseras i Bertran
Josep Maseras i Bertran (Montblanc, 19 de març del 1904 - Blancafort, 21 de novembre del 1965) va ser un músic i compositor català.

## Biografia
Josep Maseras pertangué a una nodrida família de músics:
- El seu pare, Gumersind Maseras i Domingo [Nota 1]
- El seu oncle Llorenç [Nota 2]
- Un altre oncle, Joan, Joanot Tallacols [Nota 3]
- El seu germà Gumersind Maseras i Bertran [Nota 4]
- Els seus cosins germans Ramon [Nota 5] i Josep Maria Maseras i Ferré [Nota 6][Nota 7]
- Un altre familiar (cosí ?): Maties, o Macià, Maseras i Farriol [Nota 8]

Estudià música amb el també montblanquí Jaume Escoté i Òdena. Fou Secretari interí de l'ajuntament de Montblanc (1935); secretari del Sindicat Agrícola i Caixa Rural de Montblanc (1936) i responsable d'Acció Social del Comitè Antifeixista de Montblanc (1936). En acabar la guerra civil espanyola, el 26 de juny del 1939 va set sotmès a consell de guerra.
Tocà el tible a la cobla Els Montblanquins i fou instrumentista de les orquestres La Vella, Maseras i Ritmo y Melodia. També tocà d'acompanyant en projeccions de cinema al cinema de l'Espluga de Francolí. Dirigí el cor El Pensament (1935), l'Orfeó del Casal Montblanquí (1947-50) i, durant set anys, la Coral Espluguina. Fou professor de música i presidí (1964) el Grup Sardanista del Museu-Arxiu de Montblanc i Comarca. Com a compositor, a més d'alguns ballables i músiques per a esbart dansaire, va escriure principalment sardanes, de les quals se n'hi atribueixen més de 50. Per la sardana La dama robada guanyà el Premi Ramon Serrat del Concurs Barcino de l'any 1956.

### L'Orquestra Maseras
L'orquestra o orquestrina Maseras, també coneguda com Els Blaus, actuà en el període previ a la guerra civil, del 1925 al 1936. Es formà amb músics que havien tocat a la històrica orquestra montblanquina La Vella, i tingué l'origen en un quartet, quintet a partir del 1922, que s'aniria ampliant progressivament fins a tocar com a cobla-orquestra el 1933, succeint la cobla-orquestra Els Montblanquins, dissolta el 1932.
A l'any 1935 en formaven part Ramon Pedrol ["Ramon Joanot"] (trombó), Eloi Dalmau Marsal (helicó), Josep Maseras Bertran (saxo tenor), Anton Guarro Cortés (saxo alt), Ramon Maseras Farré (bateria) i Gumersind Maseras Bertran (piano i director). Altres músics que l'integraren al llarg de la seva història foren Josep Comes i Huguet (del 1929 al 1934); Maties Domingo (trompeta); Josep Gomis i Domínguez (pianista); Ramon Martí i Civit; Joan Martorell (bateria); Llorenç Maseras i Domingo (saxòfon); Josep Roig (clarinet); Tomàs Rosselló i Comas (cornetí i trompeta); Josep Maria Rosselló i Civit (trombó i fiscorn)

## Obres de Josep Maseras
- Ball de nans de Montblanc
- Cançons de sempre
- Juanita la negra, mambo-guaracha (1953), lletra de J. Morín; música i arranjament de Josep Maseras
- Pomell de cançons
- Te conviene trabajar, guaracha cómica (1961), lletra i música de Josep Maseras
- Un poco, poco, guaracha (1961), lletra i música de Josep Maseras
- Altres peces de música de ball: Jeep de mando; La niña de doña Pancha; Soria el grande
- Harmonitzacions de cançons populars: L'Alabau; Cançó de traginers; La filadora; Isabel; El príncep mariner[1][22]

### Sardanes
Selecció
- Les bugaderetes
- Casal Montblanquí (1962), enregistrada
- Catalunya, sardana cantada
- La dama robada (1956), premi Ramon Serrat al Concurs Barcino del 1956
- El fatxenda de l'aplec, obligada de tenora, enregistrada
- La Font del Reboll
- Migdia, sardana cantada
- Montblanquina
- La petita Roseta, dedicada a la seva filla
- La rateta presumida (1954)
- Saltironant (1961), enregistrada
- Sempre Joia Catalana (1955)
- Tal dia farà un any
- La vall dels lledoners (1955)
- Vol d'estornells

### Enregistraments
- La Selvatana. Montblanc i la sardana. ref IB CD 182.  Montblanc: Grup Sardanista, 1998. Comprèn les sardanes Casal Montblanquí, El fatxenda de l'aplec i Saltironant.